# Oued El Djemaa
 (septembre 2019).
Si vous disposez d'ouvrages ou d'articles de référence ou si vous connaissez des sites web de qualité traitant du thème abordé ici, merci de compléter l'article en donnant les références utiles à sa vérifiabilité et en les liant à la section « Notes et références ».
< Cet article traite d'une commune de la wilaya d'Ain Defla. À ne pas confondre avec la commune de Oued Djemaa, dans la wilaya de Aïn Defla. >
Oued El Djemaa (anciennement Ferry) – en arabe وادى الجمعة – est une commune de la wilaya de Rélizane en Algérie.Le territoire de Oued El Djemâa s'étend sur 179,85 km2 dans la région ouest d'Algérie, sa population s'élevait à 23 480 habitants en 2008, pour une densité de 131 hab/km2. Elle est distante de 13 km du chef-lieu, elle est située sur la route nationale 4 en direction d'Alger.Son altitude moyenne est de 70 mètres.

## Toponymie
Anciennement nommée Ferry en référence à Jules Ferry, la commune tire son nom actuel de l'oued même au bord duquel elle fut érigée du temps de l'occupation française, ledit cours d'eau portait alors le nom de oued El Djemâa.

## Géographie

### Loclisation
| Sidi Khettab      |                | ٍٍOuled Sidi Mihoub El Hamadna |
| Belassel Bouzegza | Oued El Djemaa | Beni Dergoun                 |
| Relizane          | Zemmora        | Zemmora                      |

### Climat
Située à une altitude moyenne  de 70 mètres  dans la façade occidentale du continent africain, cette localité  (classée BSh climat semi-aride) , possède un climat semi-aride, avec des températures plus clémentes en dehors des périodes estivales frôlant les 42 °C, avec une amplitude thermique de plus de 20 °C. La pluviométrie y est faible et les vents sont généralement modérés mais sensiblement chauds en été.

### Ressources hydriques
En plus des canaux d'irrigation qui prennent leur source dans le barrage de Sidi M'hamed Benaouda, jadis, la commune était irriguée à longueur d'année par les oueds affluents de Zemmora, des cultures maraîchères et mêmes beaucoup de champs d'oliviers et bien d'autres arbres fruitiers étaient plantés en aval, mais depuis le tarissement desdits oueds, seule la céréaliculture est possible car elle s'accommode des seules eaux de pluie. Les centaines d'hectares de champs d'orangers et d'oliviers dépendent des contingents d'eau attribués à partir du barrage de Sidi M'hamed Benaouda via des canaux. Des forages ont été autorisés depuis peu, pour compenser les pertes en matière d'irrigation.

### Transports et voies de communications
Traversée par la route nationale 4, la commune l'est également d'ouest en est par l'autoroute A1 sur une distance de plus de 20 km sans accès ou bretelles d'accès pour les riverains. 
La ville compte une gare routière et une gare ferroviaire surtout pour les trains de marchandises. Un aérodrome désaffecté qui date de l'époque coloniale française est situé à cheval des territoires de la commune avec celle de Rélizane, plus exactement au lieu-dit: Huitième.

## Histoire

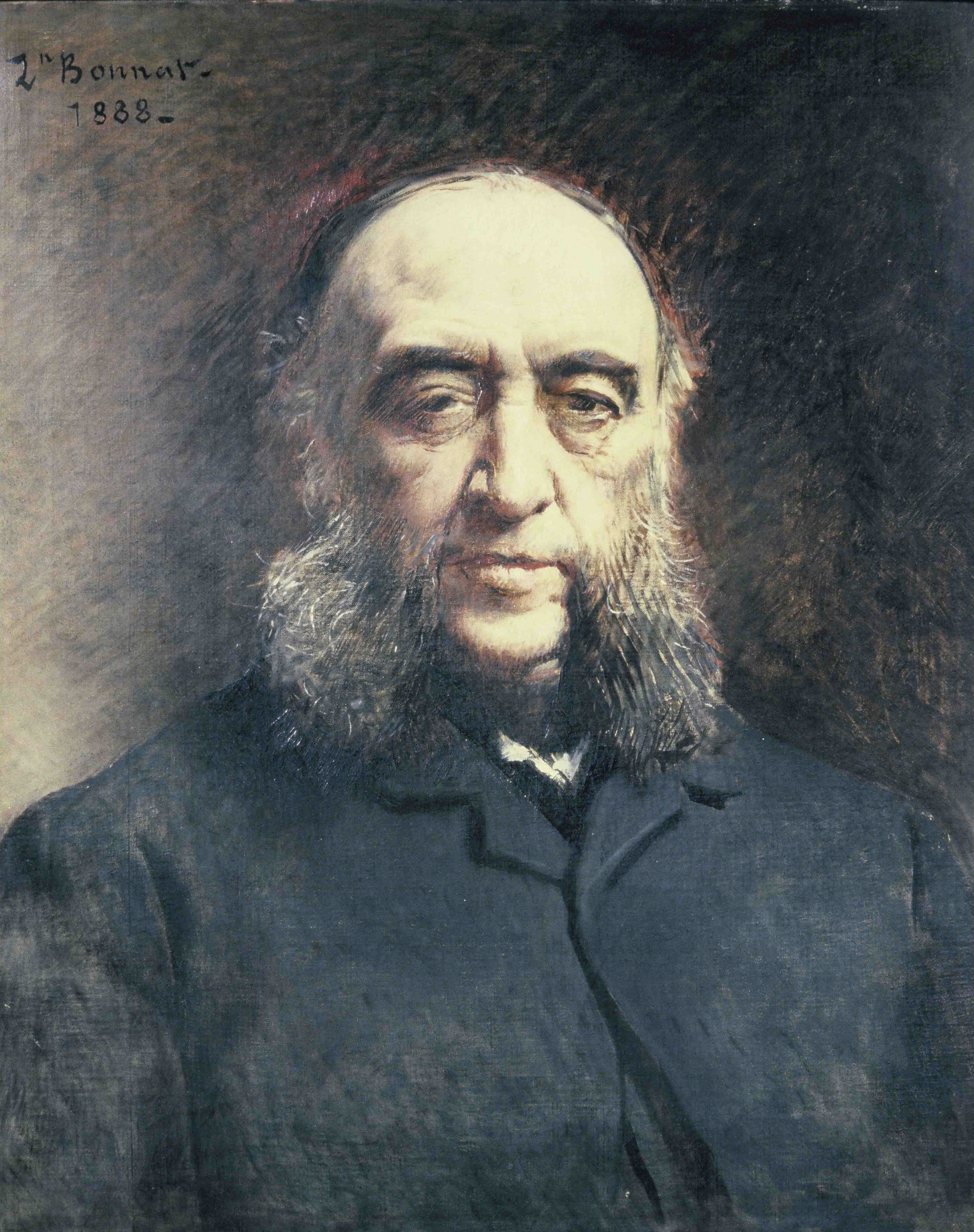
JulesFerry 1888

### Création
Durant la présence turque entre 1815 et 1830[source insuffisante], cette localité était le territoire de tribus autochtones. En 1876 l'administration française décide d'y créer un centre qu'elle nomme Ferry (en référence à Jules Ferry).  

### Guerre d'Algérie1954-1962
À l'instar des autres régions du pays, cette commune a été le théâtre de plusieurs hostilités contre les forces militaires françaises. Le conflit le plus meurtrier est celui de Douar Delaïlia qui eut lieu en 1958 où, des éléments de l'ALN tombèrent dans un guet-apens préparés par l'armée française. Ils réussirent tout de même à se réfugier dans un verger de figues de barbarie à proximité dudit Douar, mais des renforts ont été dépêchés sur les lieux et le champ a été totalement bouclé, après plusieurs heures d'échange de tirs, ordre est donné aux chars de passer à l'acte, les corps méconnaissables et complètement déchiquetés de neuf soldats de l'ALN ont été, par la suite, ramassés et enterrés.  

### Inondations de 1966
Les inondations d'octobre 1966 ont marqué la localité . (à noter que la commune relevait de la compétence territoriale du département de Mostaganem à cette époque).Les pluies torrentielles qui s'abattent des heures durant font déborder l'oued situé en amont. Plusieurs victimes sont emportées par les crues et les dégâts matériels sont considérables, des habitations précaires et des gourbis éparpillés (qui étaient nombreux) autour du village étant emportés. Des tonnes de sables et de gravats envahissent les rues et la place publique du village. Le Croissant rouge algérien dresse des tentes devant la mairie et on impose des vaccins aux citoyens pour contrer d'éventuelles contaminations ; de la nourriture et des couvertures sont également distribuées aux sinistrés installés à l'unique l'école communale

## Économie

### Activité agricole
Oued El Djemâa est une commune agricole, connue à l'échelon national par la qualité et la quantité de ses agrumes, on y trouve plusieurs variétés, telles que les thompsons, les clémentines, les sanguines et les tardives qui clôturent la saison vers les débuts de l'été. La production céréalière y est également très importante ; les champs de blés tendres et d'orge s'étendent de part et d'autre de la commune, la culture maraîchère quant à elle est largement dominée par la pomme de terre, une culture récemment introduite par des investisseurs venus des wilayas du centre connus par leur compétence en la matière.

### Activités industrielles
Une zone d'activités a été aménagée au sud de la ville à proximité du cimetière communal, avec l'objectif de résorber le chômage et accroître l'emploi dans la commune. ENASEL, NAFTAL — entreprise chinoise chargée du suivi de l'autoroute — et quelques minoteries sont installées aux alentours de la ville.

### Textes connexes
- Plaine de la Mina